# 王玉川 (唸歌仔藝術家)
王玉川（1930年10月6日—2016年2月19日），新竹市人，台灣唸歌仔（歌仔說唱）表演藝術家、戲曲演員、琴師，師承李金圳先生、李新發先生，是陳美珠（師承吳丁山先生、李新發先生）、陳寶貴（師承李新發先生）、許秀琴（師承李新發先生）的師兄，善殼子弦、大廣弦、月琴、嗩吶、三弦、吉他等多種樂器，尤精殼子弦、大廣弦、月琴和以大廣弦、月琴奏唱歌仔，演述情節。

## 生平
1930年10月6日在日治台灣新竹州新竹市黑金町（現新竹市東區頂竹里）出生，青年時先在李金圳先生指導下學習台灣民間習稱南管戲、南管歌劇的高甲戲演唱和演奏藝術，後拜李新發先生學習唸歌仔藝術。
曾在環球歌劇團等歌仔戲班做演員；在勝珠歌劇團、新玉聲歌劇團等歌仔戲班做琴師，也曾組牽亡陣、哭墓陣、孝女陣、鑼鼓陣等多種民間陣頭，21世紀時長期在唸歌團給楊秀卿、陳美珠、陳寶貴等伴奏，本身也表演大廣弦和月琴奏唱。
2014年9月30日被台灣新北市政府指定登錄為新北市（歌仔）說唱傳統藝術保存者，2016年2月19日因肺癌在新北市板橋區逝世，享壽86歲。